# SN 2006I
SN 2006I – supernowa odkryta 19 stycznia 2006 roku w galaktyce NGC 3465. W momencie odkrycia miała maksymalną jasność 18,10m.